# Андреас Янніотіс
Андреас Янніотіс (грец. Ανδρέας Γιαννιώτης, нар. 18 грудня 1992, Серрес) — грецький футболіст, воротар клубу «Атромітос».

## Клубна кар'єра
Народився 12 грудня 1992 року в місті Серрес. У дорослому футболі дебютував 2011 року виступами за команду «Етніос Газору» в третьому за рівнем дивізіоні Греції, взявши участь у 18 матчах чемпіонату і допоміг клубу підвищитись у класі.
22 червня 2012 року перейшов у грецький топ-клуб «Олімпіакос». Втім у новій команді був резервним гравцем і запершу команду так і не зіграв, а у січні 2014 року він перейшов на правах оренди до «Фостіраса», а в серпні — в «ПАС Яніну» (зіграв лише один матч у Кубку Греції). Він повернувся в «Олімпіакос» в січні 2015 року, але знову за пірейську команду не грав. Через це з літа провів наступні два сезони в оренді в «Паніоніосі», після чого влітку 2017 року контракт Янніотіса з «Олімпіакосом» був продовжений до літа 2021 року.
1 вересня 2017 року, після придбання бельгійського воротаря Сільвіо Прото, Янніотис більше не входив у плани албанського тренера «червоно-білих» Бесніка Хасі. І воротар вирішив розірвати свій контракт з клубом, щоб отримувати більше ігрового часу. 4 вересня 2017 року «Атромітос» офіційно оголосив про підписання Андреаса Янніотіса до кінця сезону 2018/19. 4 листопада 2017 року в домашньому матчі Суперліги проти «Паніоніоса» (0:0) Янніотіс довів своє число «сухих» матчів поспіль до восьми, цей результат увійшов у десятку кращих в історії грецького чемпіонату.
29 травня 2018 року Янніотіс повернувся в «Олімпіакос». «Олімпіакос» використовував можливість повернення в контракті Янніотіса з «Атромітосом». І замість компенсації 300 000 євро за гравця «Олімпіакос» обміняв його на Спіроса Рісваніса. 9 серпня 2018 року Андреас дебютував у єврокубках у домашньому матчі третього відбіркового раунду Ліги Європи, його команда розгромила з рахунком 4:0 швейцарський «Люцерн». Станом на 26 серпня 2018 року відіграв за клуб з Пірея 1 матч в національному чемпіонаті.

## Виступи за збірні
Протягом 2012—2013 років залучався до складу молодіжної збірної Греції. На молодіжному рівні зіграв у 4 офіційних матчах, пропустив 3 голи.
Завдяки хорошій грі за «Паніоніос» Міхаель Скіббе викликав Янніотіса до складу національної збірної Греції на матч проти Боснії і Герцеговини, який відбувся в Зениці 9 червня, але воротар на поле не вийшов. 16 березня 2018 року Скіббе викликав Янніотіса в збірну на товариські матчі проти Швейцарії і Єгипту. 27 березня він дебютував за збірну, вийшовши в основі матчу проти Єгипту.
| Дата      | Місто   | Господарі         | Результат | Гості  | Турнір           | Голи | Примітки |
| --------- | ------- | ----------------- | --------- | ------ | ---------------- | ---- | -------- |
| 27-3-2018 | Цюрих   | Єгипет            | 0 – 1     | Греція | товариський матч | -    | 46'      |
| 15-5-2018 | Севілья | Саудівська Аравія | 2 – 0     | Греція | товариський матч | -1   | 46'      |
| Усього    |         | Матчів            | 2         |        | Голів            | -1   |          |

## Титули і досягнення
- Чемпіон Греції (1):

«Олімпіакос»: 2014–15
- Володар Кубка Греції (1):

«Олімпіакос»: 2014–15
- Володар Суперкубка Ізраїлю (1):

«Маккабі» (Тель-Авів): 2019
- Чемпіон Ізраїлю (1):

«Маккабі» (Тель-Авів): 2019-20